# Festival Internacional de Cine de Guayaquil
Le Festival Internacional de Cine de Guayaquil est une manifestation cinématographique annuelle à Guayaquil, en Équateur.  Sa première édition a eu lieu en 2015.
Sa mission est de promouvoir le développement du cinéma équatorien et d'organiser des rencontres artistiques entre cinéastes, acteurs, cinéphiles et grand public.  En 2017, 119 films de 40 pays ont été montrés à Guayaquil, Machala et Portoviejo et, selon les organisateurs, plus de 10 000 spectateurs ont assisté à la soirée.

## Histoire
Le Festival international du film de Guayaquil a été organisé pour la première fois en 2015 par le producteur Renacer Films, sous la direction de Jhonny Obando et la production de Marlon Freire. Sa première édition s'est déroulée du 5 au 12 septembre 2015 sous les auspices de la société privée et de la municipalité de Guayaquil et sous le parrainage du Conseil national du cinématographe de l'Équateur (CNCine). 

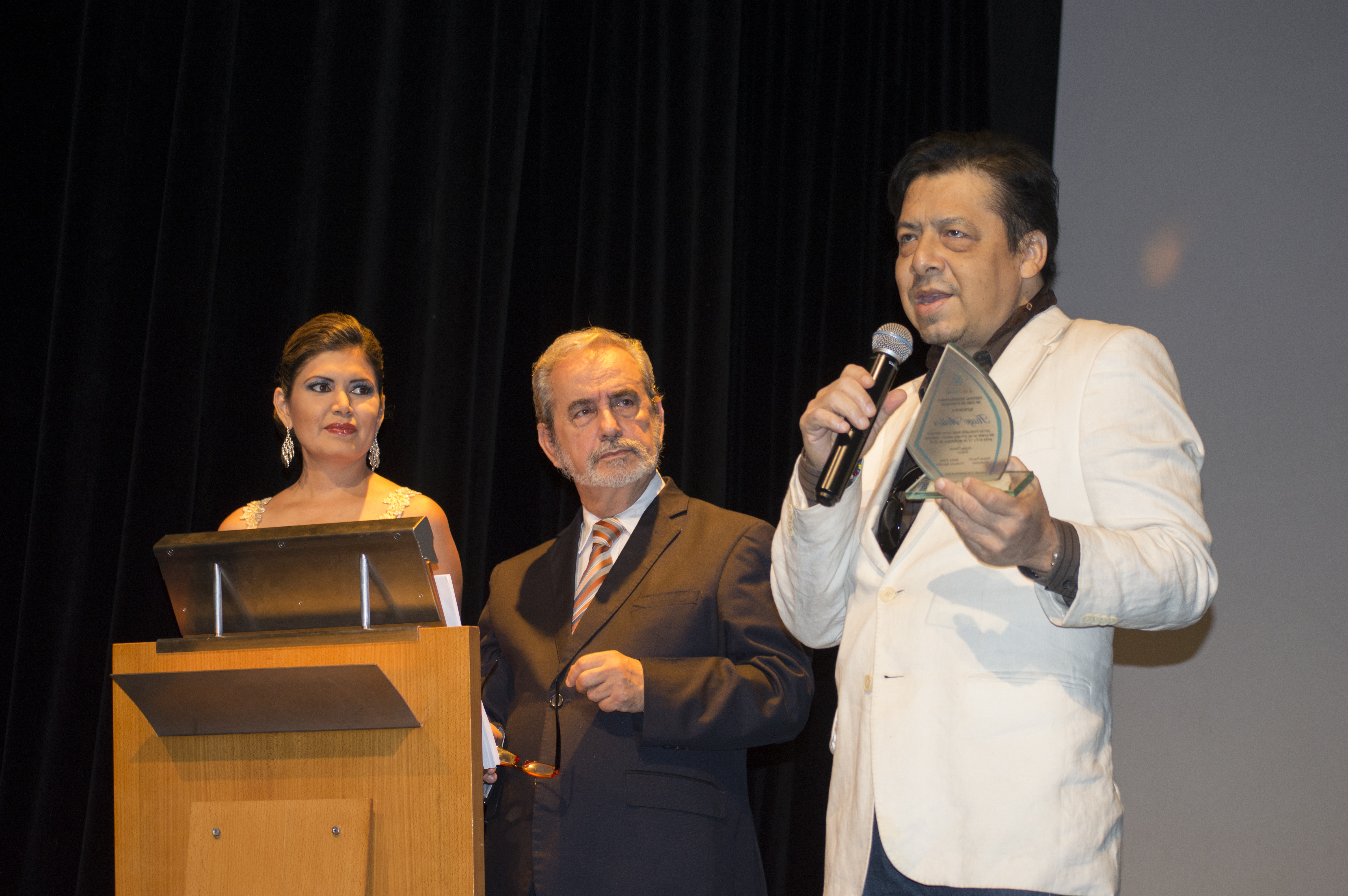
Hugo Avilés reçoit la reconnaissance d' Antonio Santos à la cérémonie de 2015.

L’ Argentine comptait 82 films en provenance de 18 pays (l’ Argentine comptait parmi les pays invités) et comptait 37 représentations gratuites dans les salles du cinéma Maac, de la Maison de la culture de Guayas, de l’Alliance française de Guayaquil et de la Fondation pour au centre de la ville.  Le film Medardo de Nitsy Grau , basé sur la vie du poète de Guayaquil, Medardo Angel Silva , a été projeté lors du gala d'ouverture.
Le jury était composé du dramaturge Hugo Avilés, de la femme d'affaires Omaira Moscoso, du critique de cinéma Jorge Suárez et des cinéastes Iván Mora et Luis Avilés.
La deuxième édition du festival s'est déroulée du 10 au 17 septembre 2016, avec 21 œuvres audiovisuelles nationales et 59 internationales, y compris des longs métrages, des courts métrages, des animations et des documentaires, et avait pour pays invité l'Espagne. Il disposait de 46 fonctions gratuites dans l'auditorium Simón Bolívar, la cinémathèque de la Maison de la culture, l' Université catholique de Santiago de Guayaquil , l'Alliance française et l'Institut LEXA-Tec. Tan distintos du réalisateur de Quito Pablo Arturo Suárez fut le film d’ouverture du festival.

## Prix

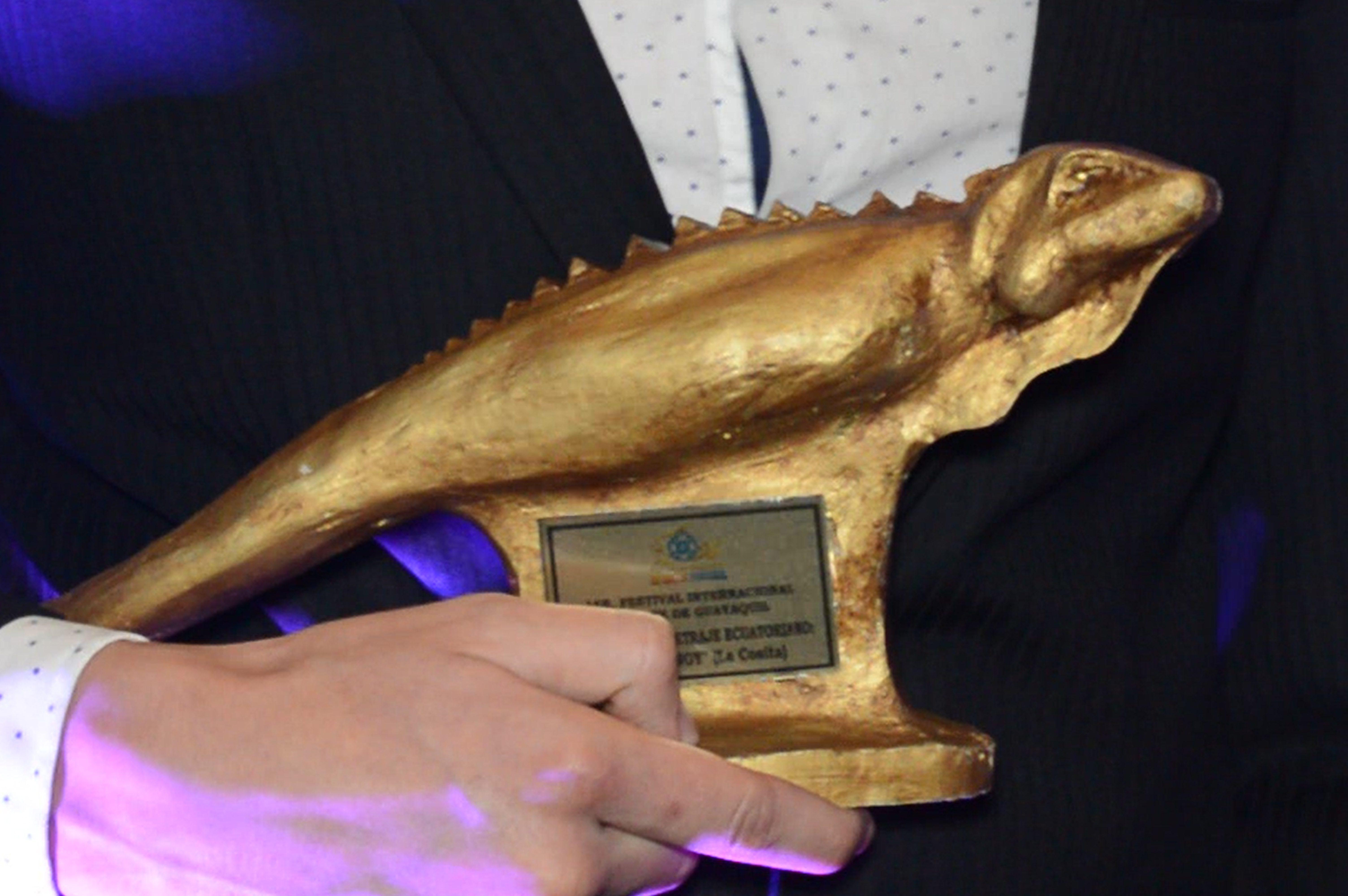
L'iguane d'or de 2015, créé et conçu par l'artiste Felipe Crespo.

### Iguana Dorada
La statuette de l'Iguana Dorada a été conçue par l'artiste Felipe Crespo.  Parmi les 15 catégories du prix ils sont Meilleur film du festival, Meilleur film équatorien et Meilleur film guayaquileña.
Il y a diverse #prix par les meilleurs longs-métrages et des courts-métrages de fiction ou documentaire national et international "Iguana Dorada" et un pays invité,,.

### Les gagnants

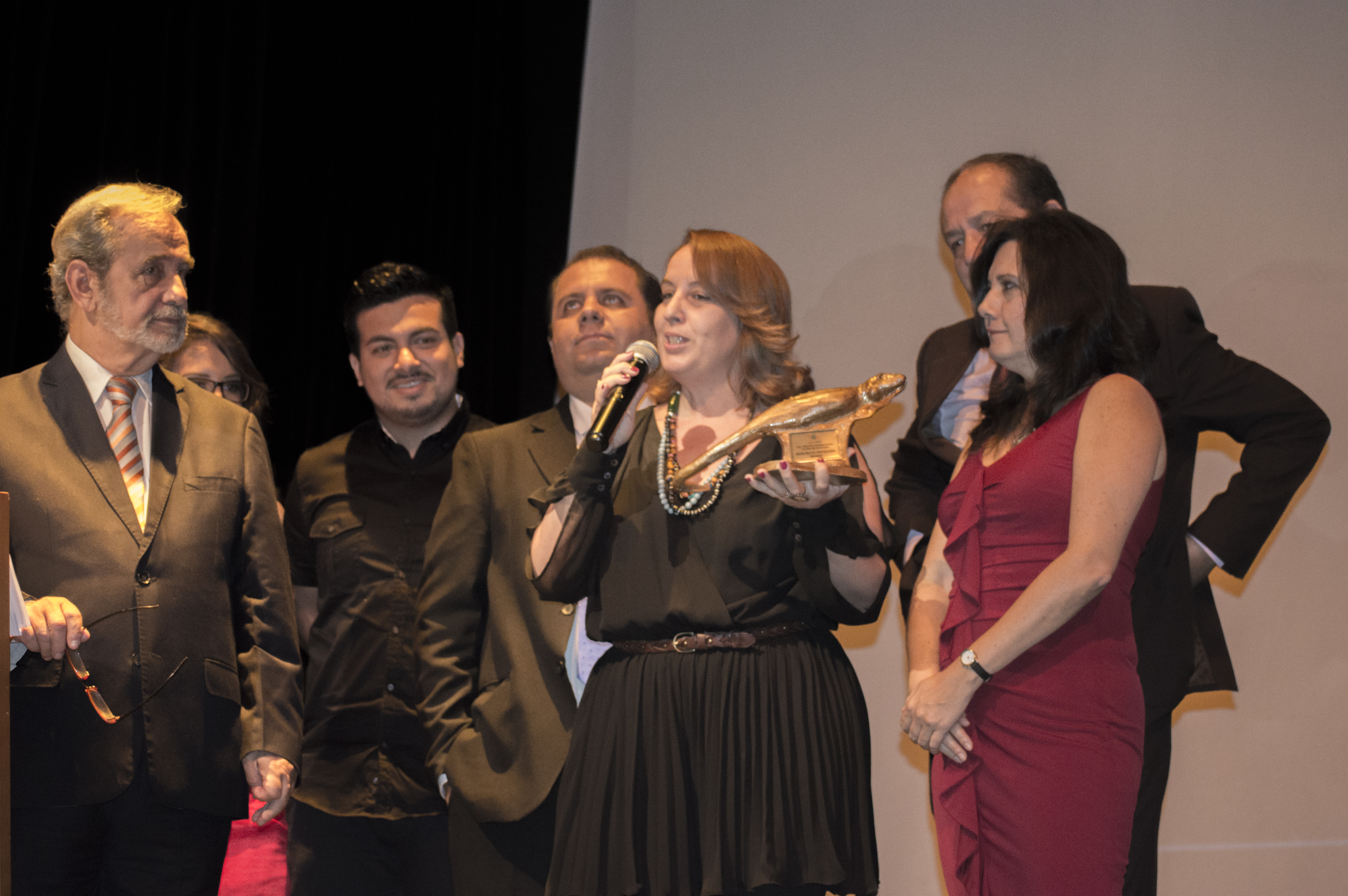
Nitsy Grau reçoit l'iguane d'or du meilleur film de Guayaquil, avec l'équipe de production de Medardo, d' Antonio Santos en 2015.

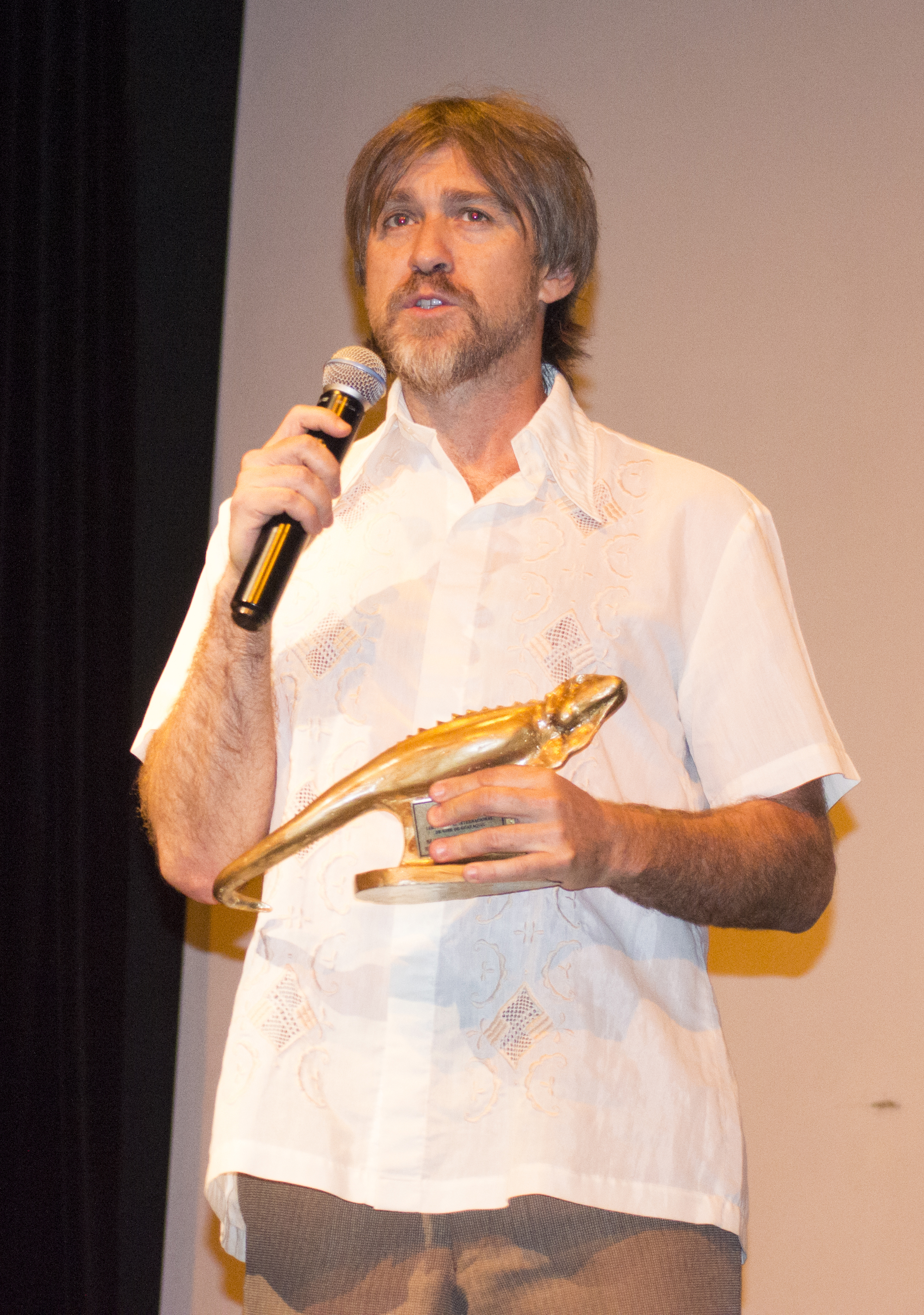
Alex Cisneros en 2015 avec l'Iguana d'Or pour la meilleure direction de la photographie pour le film A estas alturas de la vida.

2015 : Meilleur film : El comienzo del tiempo, Meilleur documentaire : San Francisco en la Chureca, Meilleur court métrage : Democracia, Meilleur réalisateur : Marco Berger pour le film Mariposa, Meilleure actrice : María Onetto pour le film La vida después, Meilleur acteur : René Pastor pour le film Mono con gallinas, Meilleur film équatorien : Ochentaisiete, Meilleur film de Guayaquil : Medardo, Meilleur documentaire équatorien : Alfaro Vive ¡Carajo!, Meilleur court métrage équatorien : The Thingy, Meilleur scénario : El Bumbún, Meilleur directeur photo : Simón Brauer pour le film A estas alturas de la vida, Meilleure direction artistique : Roberto Frisone pour Mono con gallinas, Meilleur montage : Margo Berger pour Film Mariposa, Meilleure bande originale : Xavier Müller pour Ochentaisiete et Prix du public: La descorrupción.
2016 : Meilleur film : Juana Azurduy - Guerilla de la Patria Grande et meilleur réalisateur : Jorge Sanjinés pour le même film.
2017 : Meilleur film : La familia, Meilleur film équatorien : Translúcido, Meilleur court métrage : Kapitalistis, Meilleur court métrage équatorien : Irreemplazable, Meilleur court métrage d'animation : Estimado sr. Ernest, Meilleur documentaire : Sands of silence, Meilleur documentaire équatorien : Mi tía Toty, Meilleur court métrage : El viaje del libro, Meilleur documentaire équatorien : La casa de Walter, Prix du public, Film international : Cometa, él, su perro y su mundo, Prix du public - Film national : Si yo muero primero
2018 : Meilleur film : Extranjero, Meilleur film équatorien : Cenizas, Meilleur film de Guayaquil : Minuto final, meilleur premier long métrage : Ecuatorian shetta, Meilleur scénario : Una vida sublime, Meilleur réalisateur : Luis Avilés, Meilleure actrice : Pilar Tordera, Meilleur acteur : Diego Naranjo, Meilleur court métrage : Dos Manos, Meilleur court métrage équatorien: Averiado, Meilleur court métrage Guayaquileño : La Cajuela, Meilleur documentaire : Tierras Lejanas, Meilleur documentaire équatorien : 52 segundos, Meilleur court métrage : Nación de Máscaras, Meilleur documentaire équatorien : Soldadito, Prix du public : l' Verano no Miente,.